# Kohlsia falcata
Kohlsia falcata är en loppart som beskrevs av Mendez et Hanssen 1975. Kohlsia falcata ingår i släktet Kohlsia och familjen fågelloppor. Inga underarter finns listade i Catalogue of Life.